# Rhodesiella flavofemorata
Rhodesiella flavofemorata är en tvåvingeart som beskrevs av Curtis W. Sabrosky 1951. Rhodesiella flavofemorata ingår i släktet Rhodesiella och familjen fritflugor. Inga underarter finns listade i Catalogue of Life.